# Журавлина дрібноплода
Журавли́на дрібнопло́да (Vaccinium microcarpum, синонім — Oxycoccus microcarpus) — багаторічна рослина родини вересових. Гляціальний (плейстоценовий) релікт, занесений до Червоної книги України у статусі «вразливий». Плодоягідна і торфоформуюча культура.

## Опис
Вічнозелений сланкий кущик, хамефіт. Пагони лежачі, тонкі (майже ниткоподібні), розгалужені, завдовжки 10-30 см, підіймаються на висоту 5 см. Листки 3-6 мм завдовжки, зверху темно-зелені, знизу повстисті. Квітки рожеві, поодинокі, на голих квітконіжках. Плід — куляста темно-червона ягода 0,5-0,7 см завширшки, гіркувато-кисла на смак.

## Екологія та поширення
Рослина світло- і вологолюбна, морозостійка. Зростає на болотах високого ступеня розвитку, нерідко із диференціацією на мохові горби та зниження, у рідколісних (із сосною або ялиною) пухівково-чагарничково-сфагнових ценозах, в Карпатах — на улоговинних оліготрофних болотах. Віддає перевагу верховому малорозкладеному (5-15 %) пухівково-сфагновому та деревно-пухівково-сфагновому торфу з pH 4,1-4,8. У горах підіймається до висоти 1800 м над рівнем моря.
Квітне у травні-липні, плодоносить у серпні-вересні. Розмножується насінням і вегетативно.
Ареал журавлини дрібноплодої дуже широкий. Він охоплює бореальну частину Євразії — від Скандинавії на заході до Східного Сибіру, Приморського краю Росії та Корейського півострова на сході. Через Україну пролягає південна межа розповсюдження: місцеві популяції розташовані в Карпатах і правобережному Поліссі.

## Значення і статус виду
Загрозами для виду є осушення боліт, видобуток торфу, пожежі, що виникають під час літньої посухи. Журавлина дрібноплода охороняється в заповідниках «Ґорґани», Рівненському, Поліському, в національних парках «Синевир», Карпатському, Шацькому.
Ягоди цієї рослини багаті на вітаміни і природні консерванти (бензойну кислоту). Їх вживають сирими, використовують для приготування морсу, компоту, варення, соусів. З метою охорони дикорослих популяцій збір ягід заборонено, втім журавлину дрібноплоду можна вирощувати у спеціальних умовах (на старих торфовищах, рекультивованих заболочених землях).

## Синоніми
- Oxycoccus microcarpus Turcz. ex Rupr.
- Vaccinium oxycoccus subsp. microcarpum (Turcz. ex Rupr.) Kitam.
- Oxycoccus quadripetalus Gilib. subsp. microcarpus (Turcz. ex Rupr.) Braun-Blanq.
- Oxycoccus palustris Pers. subsp. microcarpus (Turcz. ex Rupr.) Nyman